# Liste der portugiesischen Botschafter in St. Kitts und Nevis
Die Liste der portugiesischen Botschafter in St. Kitts und Nevis listet die Botschafter der Republik Portugal in St. Kitts und Nevis auf.
Im Jahr 2000 akkreditierte sich der erste portugiesische Botschafter in St. Kitts und Nevis, Portugals Vertreter mit Amtssitz in der venezolanischen Hauptstadt Caracas. Eine eigene Botschaft in der dortigen Hauptstadt Basseterre eröffnete Portugal danach nicht, das Land gehört weiterhin zum Amtsbezirk der portugiesischen Botschaft in Venezuela, dessen Missionschef dazu in St. Kitts und Nevis zweitakkreditiert wird (Stand 2019).

## Missionschefs
| Name                                       | Bild                | Akkreditierungsdatum              | Anmerkungen                                                                                            |
| St. Kitts und Nevis                        | St. Kitts und Nevis | St. Kitts und Nevis               | St. Kitts und Nevis                                                                                    |
| ------------------------------------------ | ------------------- | --------------------------------- | --- |
| Fernando Manuel Oliveira de Castro Brandão |                     | 2000 –27. September 2002          | Botschafter mit Amtssitz Caracas, 2000 in Basseterre als erster portugiesischer Vertreter akkreditiert |
| Vasco Luís Pereira Bramão Ramos            |                     | 24. März 2003 –18. Mai 2005       | Botschafter mit Amtssitz Caracas                                                                       |
| João Pedro de Noronha Brito Câmara         |                     | 19. März 2005 –1. April 2005      | Übergangs-Geschäftsträger am Amtssitz Caracas                                                          |
| José Manuel da Costa Arsénio               |                     | 2. Mai 2005 –21. März 2006        | Botschafter mit Amtssitz Caracas                                                                       |
| Emídio da Veiga Domingos                   |                     | 22. März 2006 –28. November 2006  | Übergangs-Geschäftsträger am Amtssitz Caracas                                                          |
| João José Gomes Caetano da Silva           |                     | 29. November 2006 –9. Januar 2011 | Botschafter mit Amtssitz Caracas                                                                       |
| Mário Alberto Lino da Silva                |                     | 11. Januar 2011 –30. März 2014    | Botschafter mit Amtssitz Caracas                                                                       |
| Fernando Manuel de Jesus Teles Fazendeiro  |                     | 2014– 24. Juli 2017               | Botschafter mit Amtssitz Caracas                                                                       |
| Carlos Nuno Almeida de Sousa Amaro         |                     | seit 13. September 2017           | Botschafter mit Amtssitz Caracas                                                                       |